# ويندسور بارك

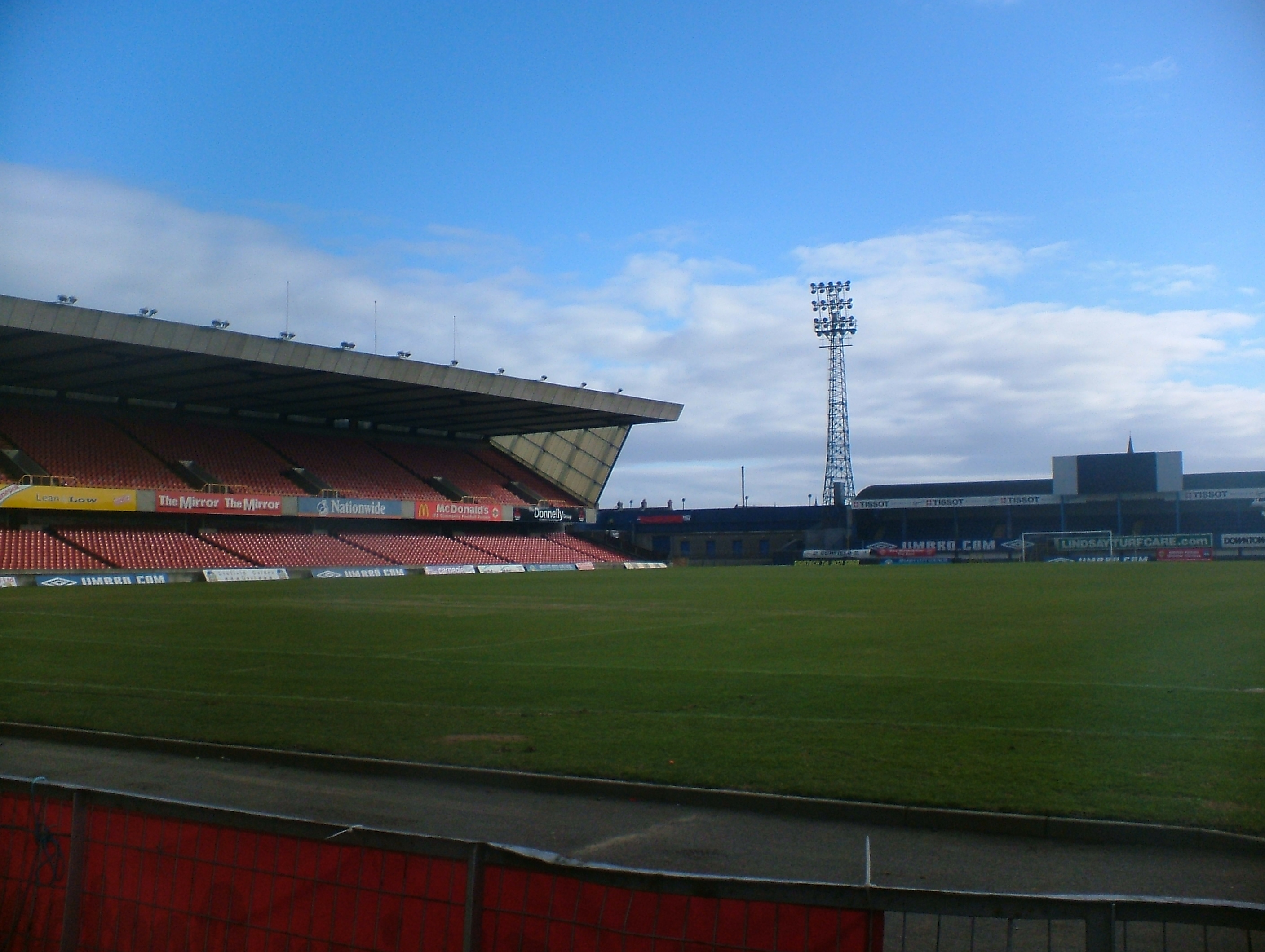
ملعب ويندسور بارك قبل التوسيع

ويندسور بارك هو ملعب كرة قدم يقع في بلفاست عاصمة أيرلندا الشمالية. يسع الملعب لجلوس 24،347 متفرج. يعتبر الملعب الرسمي الذي يخوض فيه منتخب أيرلندا الشمالية مبارياته الدولية. تم افتتاح الملعب في سنة 1996.